# Spiaggia della Paolina

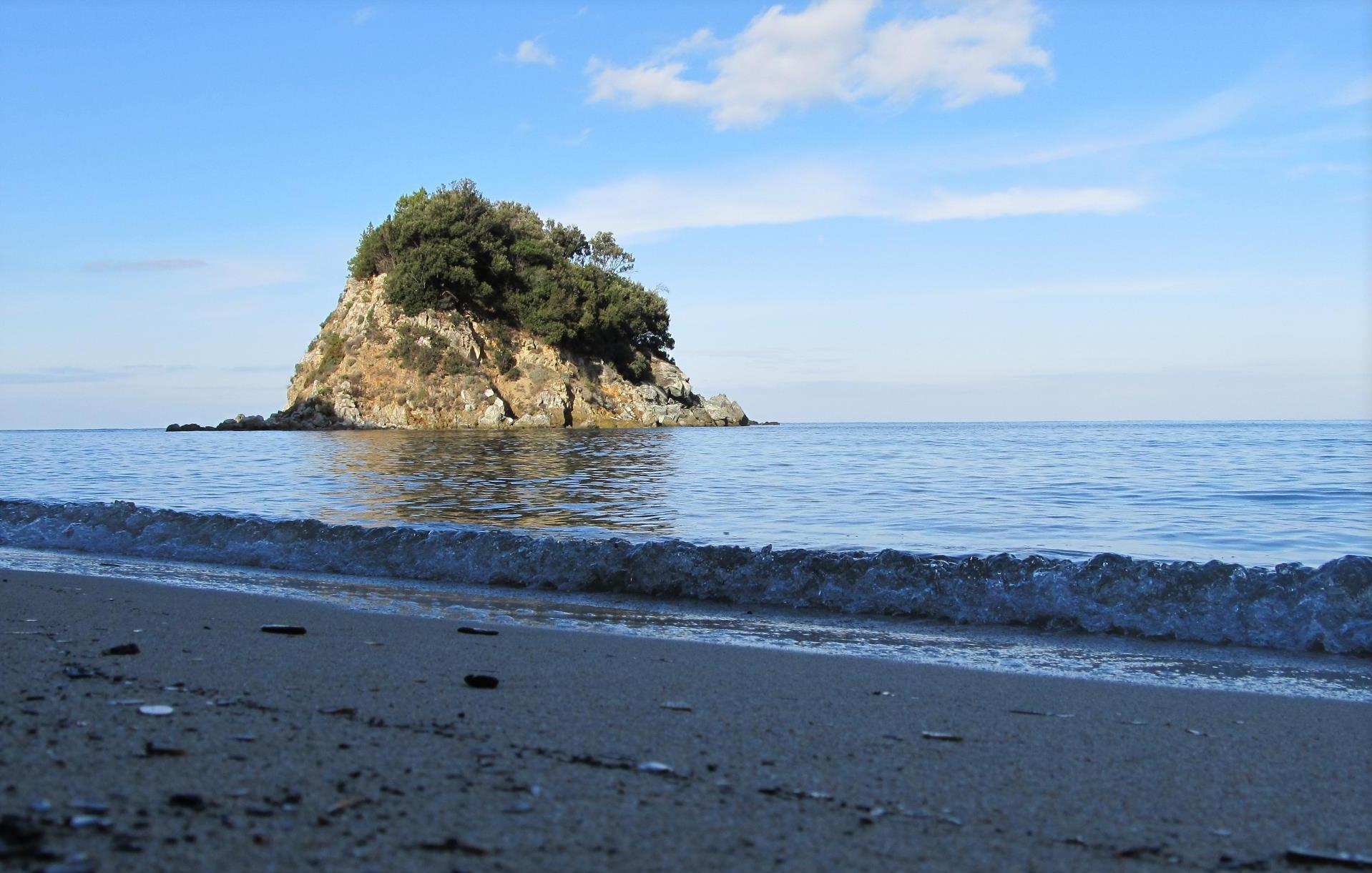
Spiaggia della Paolina

La Spiaggia della Paolina è una spiaggia sabbiosa situata a nord-ovest dell'isola d'Elba, fronteggiata dall'Isolotto, di diaspro e calcare, anticamente unito al resto dell'isola e fino al XVIII secolo noto come Isola di Procchietta.
Originariamente chiamata Spiaggia dell'Isolotto o Spiaggia di Castiglioncello (dal nome del soprastante oppidum etrusco di Monte Castello), nel 1949 fu presa in concessione demaniale dall'imprenditore Giuseppe Cacciò per il proprio albergo Fonte di Napoleone, che la chiamò La Paolina creando la leggenda secondo cui là andasse a fare il bagno Paolina Bonaparte.
Sull'Isolotto si trovano resti di strutture murarie e frammenti di vasellame riconducibili al I secolo a.C. e al I secolo d.C.